# Montejícar
Montejícar ist eine Gemeinde in der Provinz Granada im Südosten Spaniens mit 2.020 Einwohnern (Stand: 2024). Die Gemeinde liegt in der Comarca Los Montes. 

## Geografie
Die Gemeinde liegt im Norden der Provinz und grenzt an Alamedilla, Campotéjar, Guadahortuna, Huelma, Iznalloz und Noalejo.

## Geschichte
Der Name des Ortes wird erstmals bei Ibn Ḥayyān al-Qurṭubī erwähnt, geht aber auf eine lateinische Benennung zurück: Monte Sacro 'Heiliger Berg'. In der Zeit von Al-Andalus bildete der Ort einen wichtigen Militärstützpunkt. 1486 wurde er durch die Christen erobert und im 16. Jahrhundert wurden die Morisken aus der Siedlung vertrieben und der Ort wurde von 49 Zuwanderern aus Kastilien neu besiedelt. Seine Blütezeit erlebte Montejícar in der Regierungszeit von Karl V.